# Lutzomyia corossoniensis
Lutzomyia corossoniensis är en tvåvingeart som beskrevs av Le Pont F., Pajot F. X. 1978. Lutzomyia corossoniensis ingår i släktet Lutzomyia och familjen fjärilsmyggor. Inga underarter finns listade i Catalogue of Life.